# Lougratte
 Lougratte  là một commune and a village in the Lot-et-Garonne department in south-western nước Pháp. Xã này nằm ở khu vực có độ cao trung bình 80 mét trên mực nước biển.
- http://www.lougratte.com/